# Bad (альбом)
Bad (укр. «Поганий») — сьомий студійний сольний альбом американського співака і композитора Майкла Джексона. Вийшов на лейблі Epic Records 31 серпня 1987 года, продюсерами платівки стали сам Джексон і Джон Квінсі — Bad став їх третьою та останньою спільною роботою. Пісні альбому витримані в жанрах фанк, ритм-енд-блюз, госпел, поп-рок, хард рок, свінг та блюз.
Світові продажі платівки за різними джерелами складають від 30 до 45 мільйонів примірників. У 1988 і 1990 році Bad отримав дві статуетки «Греммі».
Bad — єдиний альбом, п'ять синглів з якого один за одним, послідовно, займали перше місце у Billboard Hot 100. Майкл самостійно написав дев'ять з одинадцяти пісень альбому. Це остання спільна робота Джексона і Джона Квінсі. Не зважаючи на шалений успіх, Bad не зміг обійти попередній альбом співака.

## Історія
Шостий сольний альбом Джексона, Thriller, вийшов у 1982 році, а до 1984 року був 20 разів сертифікований як платиновий за продажі в 20 мільйонів копій тільки в Сполучених Штатах. Джексона вважали найвпливовішим афроамериканцем в історії індустрії розваг, чию популярність можна було порівняти лише з Елвісом Преслі в 1950-х і Бітлз у 1960-х роках. Джексон мав на меті продати 100 мільйонів копій свого наступного альбому.
Роки після Thriller були затьмарені розривом Джексона з родиною та Свідками Єгови, розірваною дружбою зі знаменитостями та тиском слави. Він також провів 1985 рік поза увагою громадськості, в той час як поширювалися повідомлення про його ексцентричну поведінку. За словами деяких колег, Джексон нервував через завершення роботи над своїм наступним альбомом. 2017 року Newsweek писав: «Чи був коли-небудь альбом, який було складніше записати, ніж Bad Майкла Джексона? […] Як, чорт забирай, можна продовжити Thriller? Це все одно, що продовжувати Біблію».

## Виробництво та запис
Альбом Bad став останньою співпрацею Майкла Джексона зі співпродюсером Квінсі Джонсом. Після успіху альбомів Off the Wall і Thriller, Джонс заохотив Джексона написати більше пісень для наступних проєктів. Джексон бажав рухатися в новому музичному напрямку з більш жорстким і лютим звучанням.
Майкл Джексон бажав експериментувати з новим музичним напрямом, який мав би більш жорсткий і енергійний звучання. За словами гітариста Стіва Стівенса, який брав участь у записі альбому Bad, Джексон цікавився рок-групами, зокрема Mötley Crüe. Він почав записувати демо-версії пісень у листопаді 1983 року під час роботи над альбомом Victory з Jacksons. З 1985 по 1987 роки він провів багато часу у своєму домашньому студіо в Енсіно, Лос-Анджелес, разом з групою музикантів і інженерів, включаючи Білла Боттрелла, відомих як «B team». Демо-записи потім привезли до студії Westlake Studio, де їх закінчила «команда А» з участю Джонса і звукорежисера Брюса Шведа. Джонс зазначав, що ця команда працювала без відпочинку, а їхній затятий робочий графік просто шокував: «Вони могли не спати кілька днів поспіль. Я сам палив по 180 сигарет на день».
Джексон був захоплений пошуком інноваційних звуків і цікавився новими музичними технологіями. У записах широко використовувалися нові цифрові синтезатори, зокрема FM-синтезатор, а також синтезатори Fairlight CMI і Synclavier PSMT. Часто вони комбінували різні синтезатори, щоб створити нові звуки. Серед інших інструментів використовувалися гітари, органи, барабани, бас-гітара, перкусія, саксофони, стиральна дошка і цифрові гітари.
Процес запису альбому був призупинений в липні 1984 року, коли Джексон разом з братами почав своє турне Victory Tour. Роботу відновили в січні 1985 року після завершення туру і після запису пісні We Are the World. У середині 1985 року роботу знову призупинено, щоб Джексон міг підготуватися до знімання 4D-фільму «Captain EO» від Disney, де використано ранню версію пісні Another Part of Me, яка потім увійшла до альбому Bad. Роботу поновили в серпні і вона тривала до листопада 1986 року, коли зняли відеокліп на пісню Bad. Записи відновили в січні 1987 року, а альбом був остаточно завершений у липні.
Джексон написав близько 60 пісень і записав 30 з них, з наміром включити усі треки до трьохдискового видання. Проте Джонс запропонував скоротити альбом до 10 треків. Всі пісні, крім двох, написав сам Джексон. Террі Бріттен і Грем Лайл були авторами «Just Good Friends», а Сієд Гарретт і Глен Баллард — пісні «Man in the Mirror».

## Пісні
Альбом розпочинається з трьох ритмічних композицій: заголовний трек, «The Way You Make Me Feel» і «Speed Demon». «Liberian Girl» раптово змінює настрій — після гучних двигунів у попередній пісні, почути спів птахів і звуки природи. Темп знову збільшується в «Another Part of Me» і переходить у мелодійний госпел «Man in the Mirror». У заключній частині альбому представлені найбільш агресивні та тривожні пісні з елементами року: «Dirty Diana», «Smooth Criminal» і «Leave Me Alone».

### «Bad»
У жовтні 1986 року Джексон сам записав і написав пісню «Bad». За барабанами в цьому треку грає Джон Робінсон, який раніше співпрацював з Джексоном і Джонсом над альбомом Off the Wall (1979). Джексон стверджував, що його натхненням стала реальна історія, яку він прочитав у газетній статті про хлопчика з гетто, який вирішив піти до приватної школи на півночі Нью-Йорка. Коли він повернувся, його друзі почали заздрити йому настільки, що вбили його. Джексон заявив, що вбивство не ввійшло до музичного відео. Різні біографи Джексона вважають, що він міг мати на увазі історію Едмунда Перрі. Однак Перрі вбили не діти з його району; він був убитий поліцейським у цивільному, коли Перрі і його брат якось напали на поліцейського і жорстоко побили його під час намагання вчинити пограбування. Спочатку пісня «Bad» планувалася як дует між Джексоном і Прінсом після пропозиції продюсера Джонса записати разом. Проте Прінс в інтерв'ю Крісу Року в 1997 році заявив, що він відмовився через розбіжності з початковим рядком пісні, де були слова «Твій зад — мій». Замість цього він запропонував Джексону свою пісню «Wouldn't You Love To Love Me», але Джексон відхилив її. У пісні «Bad» Джексон ухопився більш різким, жорстким та відмінним звучанням.

### «The Way You Make Me Feel»
Майкл Джексон розробив пісню «The Way You Make Me Feel» у 1985 році під початковою назвою «Hot Fever». Її він також написав самостійно та спродюсував спільно з Джонсом. У композиції використовувалися аранжування на валторні, які виконував Джеррі Хей з гурту Seawind та інші учасники, що раніше працювали над альбомами Off the Wall і Thriller.

### «Speed Demon»
Джексон самостійно написав і спродюсував пісню «Speed Demon» у 1986 році під час запису альбому Bad. За словами Джонса, Джексон натхненний своїм отриманим штрафом за порушення правил дорожнього руху, який спричинив його запізнення на звукозаписову сесію. Пісня розпочинається з інтро гоночного автомобіля, яке запропонував Крістофер Керрелл, який виконує партію на синтезаторі у пісні; він також відповідає за звукові ефекти. Серед інших музикантів, які брали участь у записі, були Грег Філлінгейнс на синтезаторі та Пауліньо да Коста на перкусії.

### «Liberian Girl»
«Liberian Girl» Джексон написав ще 1983 року і спочатку планувалося, що вона ввійде до альбому Victory групи The Jacksons, який вийшов 1984 року, та вона не увійшла в кінцевий трекліст. Пізніше, у 1986 році, Джексон записав пісню для свого сольного альбому «Bad». 1987 року, після виходу альбому «Bad», Джексон у інтерв'ю журналу «Jet» розповів, що пісня спала на нього, коли він грав у пінбол, і він швидко піднявся, щоб записати її на магнітофон, як він зазвичай робив зі своїми написаними піснями. У пісні на синтезаторі грає Майкл Боддікер, який також брав участь у створенні декількох пісень на альбомі «Thriller» та благодійному синглі We Are the World. Учасники гурту Toto, Девід Пайч і Стів Поркаро, які також раніше співпрацювали над Thriller, зробили свій внесок у синтезатор та програмування для пісні. Також у пісні можна почути уривок на суахілі виконавиці джазу з Південної Африки, Летті Мбулу.

### «Just Good Friends»
«Just Good Friends» — одна з двох пісень на альбомі, яку написав не сам Джексоном. Її записали 1987 року і в ній бере участь Стіві Вандер. Авторами цієї пісні є Террі Бріттен і Грем Лайл. Стіві Вандер, який раніше співпрацював з Джексоном і Джонсом над альбомом Off the Wall, написавши пісню «I Can't Help It», також грає соло на синтезаторі в «Just Good Friends».

### «Another Part of Me»
Пісня «Another Part of Me» спочатку написав Джексон 1985 року для короткометражного фільму «Капітан Інопланетянин» в форматі 3D, режисером якого був Френсіс Форд Коппола. Фільм вийшов на екрани у 1986 році. «Another Part of Me» звучить у фінальних моментах Капітан ІО, коли головний герой та його екіпаж торжественно виходять з корабля і піднімаються у космос. Джексон перезаписав пісню у 1986 році, і вирішено включити її до альбому Bad.

### «Man in the Mirror»
«Man in the Mirror» також є однією з двох пісень альбому Bad, які не написав сам Джексон. Її створили Сієда Гарретт і Глен Баллард у 1987 році, після запрошення Джонсом групи поетів-піснярів на вечерю до свого будинку з метою створення «хітів» для нового альбому Джексона. Гарретт вигадав рядок про чоловіка, який дивиться в дзеркало, а Баллард створив мелодію. Вони записали демонстраційний запис протягом тижня. Пісня, разом з «I Just Can't Stop Loving You», була записана у травні 1987 року. Захоплений Гарретт телефонував Джонсу, коли той був на нараді, і повідомив, що вони створили чудову пісню, яка ідеально підійде для альбому. На прохання Джексона Баллард і Гарретт написали розширену версію середньої вісімки і зробили зміни до тексту. Джонс запросив Андре Крауча, хорового диригента, для запису вокалу в стилі госпел.

### «Dirty Diana»
«Dirty Diana» — це хард-рок пісня, яку написав і записав сам Джексон у 1986 році. Це була його перша рок-пісня після «Beat It», яку він написав для альбому Thriller у 1982 році. «Dirty Diana» відома своїми ліричними темами, які нагадують пісні Billie Jean. У пісні Джексон співає про жінку, яка захоплюється «хлопцями з гурту», що може бути посиланням на «фанаток», які відчували пристрасть до нього та його братів на початку кар'єри «The Jackson Five». Пісня складається з трьох куплетів і трьох мостів. Крім того, в ній присутнє гітарне соло виконавця Біллі Айдола, Стіва Стівенса. Аутро пісні завершується співом Джексона «Come on», який поступово переходить у фейд з фразою «hey baby wontcha» у приспіві.

### «Smooth Criminal»
У середині 80-х років співак вирішив написати пісню з гангстерською тематикою. 1985 року він записав демоверсію композиції під назвою «Chicago 1945», яка розповідала про атмосферу Чикаго в середині 1940-х років. Згідно зі словами звукорежисера Метта Форджера, ця пісня, можливо, послужила поштовхом для створення іншої композиції з гангстерською тематикою — «Al Capone». В свою чергу, пісня, що була натхненна реальною історичною постаттю Ала Капоне, стала основою наступної композиції — фанкової «Smooth Criminal». За словами критиків, слухаючи «Al Capone», можна відстежити її еволюцію до «Smooth Criminal». У тексті пісні співак розповідає про вбивство дівчини на ім'я Енні, здійснене «розумним злочинцем». У першому куплеті історія розповідається у третій особі, а в приспіві Джексон співає від першої особи, використовуючи займенник «ми» і безпосередньо звертаючись до жертви: «Annie, are you okay? Will you tell us, that you're okay?» (з англ. — «Енні, чи все з тобою гаразд? Скажеш нам, що з тобою все гаразд?»). Ця зміна займенників дає слухачеві можливість поідентифікуватись з будь-якою роллю у розповіді: Енні, вбивцею або свідком злочину.

### «Leave Me Alone»
На CD-виданні альбому, завершується енергійна пісня «Leave Me Alone», яка має елементи фанку, поп-року та хард-року, включаючи шаффл ритм. Джексон пояснював, що хоча текст пісні розповідає про розрив стосунків між хлопцем і дівчиною, в ньому також закладений інший сенс. Наприкінці 80-х років співак потрапив під сильний тиск жовтої преси, і в цій пісні музикант закликає дати йому спокій.

## Композиція та тексти пісень

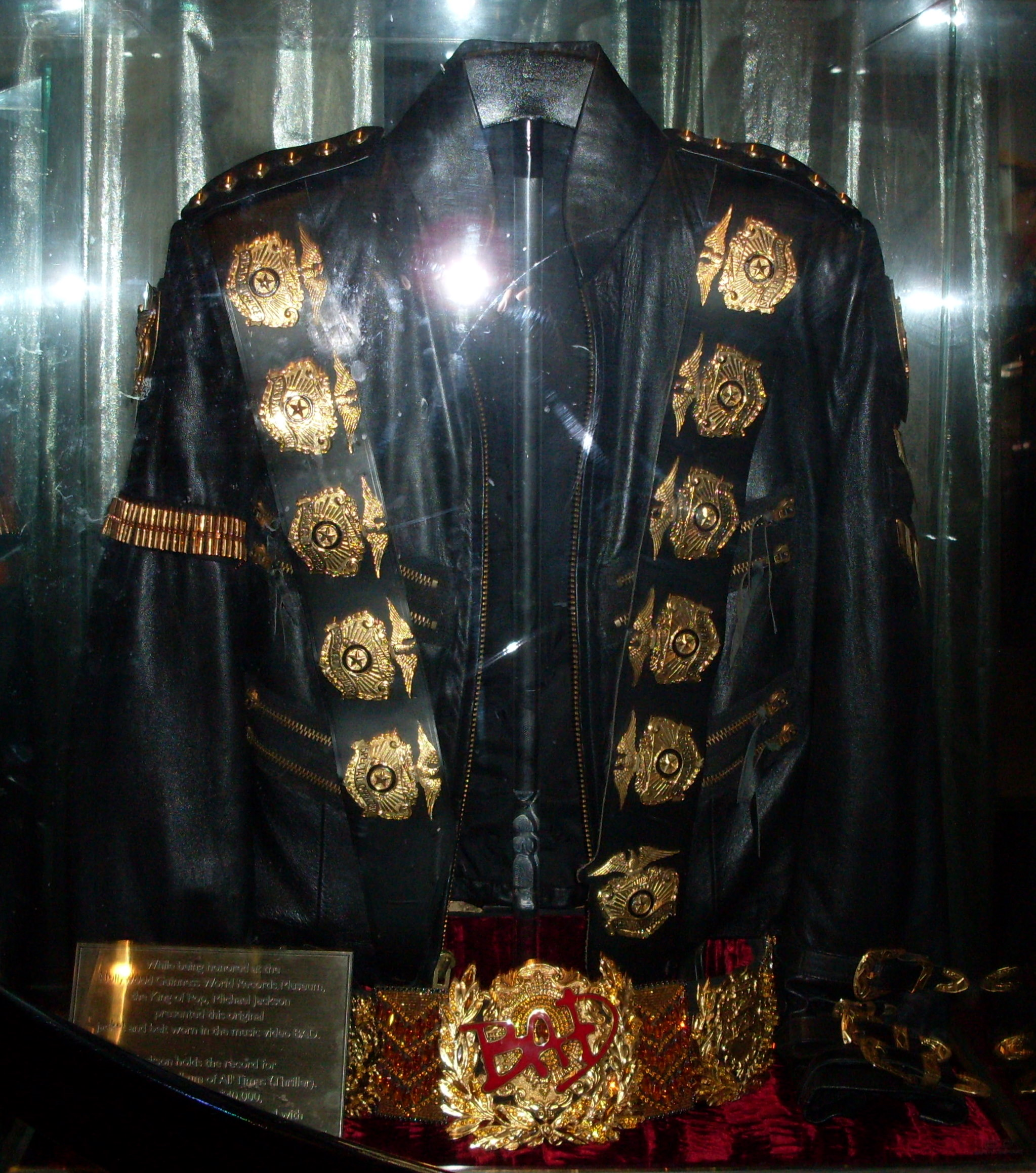
Металізована куртка, яку Джексон носив у період альбому Bad, стала символом його важчого звучання

Музично, альбом Bad має важчий і «агресивніший» звук, ніж Thriller, оскільки Джексон відступив від грувового звучання і високого вокалу, що були характерними для Off the Wall і Thriller. Bad містить елементи попу, року, фанку і R&B, а також досліджує інші жанри, такі як соул і хард-рок. Стівен Томас Ерлвайн з AllMusic зауважив, що Bad вивів Джексона «глибше в хард-рок, глибше в сміливу сучасну музику для дорослих, глибше в енергійний танець — практично до крайнощів, розширюючи кожну частину Thriller, при цьому збільшуючи роль бездоганної студійної роботи».
Тексти пісень альбому пов'язані з романтикою і параноєю, що є постійними темами в музиці Джексона. Bad початково задумувалася як дует між Джексоном і Прінцом (а також існували плани на дуети з Даяною Росс, Вітні Хьюстон, Аретою Франклін і Барбарою Стрейзанд). Пісня вважалася оновленою версією «Hit the Road Jack» з текстом, що висміює хвастовство. «Dirty Diana» описує жінку-соблазнительку, і її текст, який відображає сексуальний виклик, не має «темряви» «Billie Jean», але так само виражає заінтригованість і страх перед цим викликом, дозволяючи зрозуміти, що це можна прийняти або відхилити. «Leave Me Alone» описується як «параноїдальний гімн». «Man in the Mirror» сприймається як пісня, в якій Джексон пішов «ще далі» і пропонує «пряму проповідь особистої відповідальності», що відображено в тексті: «Я починаю з чоловіка в дзеркалі / Я закликаю його змінити свої шляхи / І немає кращого способу сказати це / Якщо ти хочеш зробити світ кращим / Поглянь на себе, а потім змінись».
Текст «Liberian Girl» вражав своєю вдячністю за існування коханої людини, тоді як «Smooth Criminal» мав стиль, що нагадував «манеру жувати попкорн» з Thriller. Цей трек відображав «вільне висловлювання Джексона», яке допомагало людям «усвідомити, що ми знаходимось на межі різних реальностей: фільму, який він інспірує, сну, і реального світу, який він відображає». Музика в пісні «I Just Can't Stop Loving You», дуеті з Сієдою Гарретт, складалася переважно з пальцевих та ударних ритмів. Дует «Just Good Friends» зі Стіві Вандером, за словами самого Джексона, був помилкою, яка не вийшла.
Мати Джексона, Кетрін Джексон, бажала, щоб він написав для альбому пісню в стилі R'n'B з ритмом шаффл, що стало «The Way You Make Me Feel». Ця пісня містила блюзові гармонії та джазовий тон, які можна порівняти з класичним звучанням Motown 1960-х років. У тексті «Another Part of Me» було зазначено єдність, вказуючи, що ми — це «ми». Критики Річард Кромелін з Los Angeles Times і Річард Харрінгтон з The Washington Post відзначили зв'язок тексту пісні з явищем гармонійної конвергенції, яке відбулося приблизно в той же час, коли альбом вийшов. Зокрема, Харрінгтон особливо виділив такі рядки: «Планети шикуються в чергу / Ми принесемо яскравіші дні / Вони всі в черзі / Чекають на тебе / Хіба ти не бачиш? / Ти просто ще одна частина мене».

## Реліз та комерційний успіх
Альбом Bad вийшов 31 серпня 1987 року і вже перед його виходом він став найочікуванішим альбомом в історії, як зазначав дописувач газети Miami Herald. Проте, початкові прогнози, що продажі альбому на рівні 10 мільйонів копій будуть вважатися провалом для Майкла Джексона, швидко розвіялися.
Вже через рік після виходу Bad став справжнім блокбастером. За даними газети San Jose Mercury News, він став найпопулярнішим альбомом 1987 року в усьому світі, а Міжнародна федерація фонографічної індустрії (IFPI) визнала його найпопулярнішим альбомом 1988 року, коли він продався в 17 мільйонів копій. На початку 1989 року наклад альбому досяг 20 мільйонів копій, а IFPI визнала Майкла Джексона найпродаванішим артистом 1988 року. Крім того, до 1991 року Bad став другим найпродаванішим альбомом усіх часів, після Thriller, зі збутом 25 мільйонів копій в усьому світі.
В Сполучених Штатах Bad дебютував на першому місці чарту Billboard Top Pop Albums, продавши понад 2,25 мільйона копій протягом першого тижня, що стало рекордом на той момент. Альбом утримувався на вершині протягом шести тижнів. В листопаді 1987 року в США було продано 3,7 мільйона копій Bad. До середини 1988 року Американська асоціація звукозаписної індустрії (RIAA) сертифікувала альбом як шестерну платинову платівку за продаж 6 мільйонів копій. Хоча Bad мав величезний комерційний успіх по всьому світі, американські продажі не зрівнялися з «Thriller», що спричинило реакцію деяких ЗМІ, що називали альбом розчаруванням. На сьогоднішній день, в 2021 році, альбом Bad отримав 11-кратний платиновий сертифікат від RIAA.
Альбом Bad досяг першого місця в чартах у 25 країнах в усьому світі, зокрема й в Австрії, Канаду, Японію, Нову Зеландію, Норвегію, Швецію, Швейцарію та Велику Британію. В Мексиці він посів 13-те місце, а в Португалії — 22-ге. Протягом першого тижня продажі альбому склали 7 мільйонів копій в усьому світі, а за перший рік — 18 мільйонів копій. У Великій Британії Bad дебютував на першому місці британського чарту альбомів, продавши 350 000 копій протягом першого тижня, що стало рекордом на той час. За чотири місяці Bad розійшовся накладом 1,6 мільйона копій у Великій Британії, а наступного року продажі досягли 980 000 копій, що зробило його третім найпродаванішим альбомом у 1989 році. Bad став найпродаванішим альбомом країни в 1987 році. У Великій Британії альбом отримав 14 платинових сертифікатів з накладом у 4,2 мільйони копій, що зробило його другим найпродаванішим альбомом Майкла Джексона в цій країні. Канадська асоціація звукозаписної індустрії сертифікувала альбом як сім разів платиновий за продаж понад 700 000 копій у Канаді.
У Європі перевидання альбому 2001 року отримало платиновий сертифікат від IFPI за продаж одного мільйона копій. Крім того, Bad також отримав платиновий сертифікат від IFPI за продаж понад 20 000 копій у Гонконзі. Загалом в усьому світі Bad залишається другим найпродаванішим альбомом Майкла Джексона з накладом понад 35 мільйонів копій.

## Промо

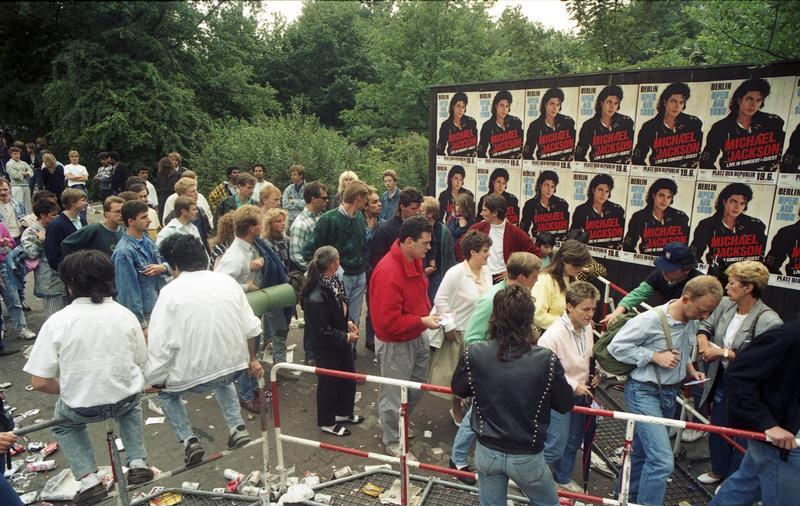
19 червня 1988 року в Західному Берліні фанати утворили чергу, очікуючи на концерт туру Bad World Tour

Маркетингова стратегія для альбому Bad була розроблена на основі успішної стратегії для альбому «Thriller». Подібно до першого синглу з «Thriller», яким була баладна дуетна композиція «The Girl Is Mine», перший сингл з «Bad» — «I Just Can't Stop Loving You» — також був баладою, а за ним слідували дві «більш очевидні сучасні поп-хіти», супроводжені музичними відеокліпами.
У день виходу альбому Bad на каналі CBS вийшла запам'ятовуюча телепрограма про життя Майкла Джексона під назвою «Магія повертається». В кінці цього документального фільму показали короткометражний фільм, знятий режисером Мартіном Скорсезе, до пісні «Bad» з участю Веслі Снайпса. Маркетингова стратегія, розроблена командою, включала також створення Джексоном ще одного міні-фільму під час світового турне Bad World Tour. Цей фільм, під назвою Moonwalker (1988), містив виступи пісень з альбому Bad, зокрема «Speed Demon», «Leave Me Alone», «Man in the Mirror» і «Smooth Criminal». Останні дві композиції вийшли окремими відеокліпами, що було показано в кінці фільму. Також до фільму увійшов кліп на пісню «Come Together», яка потім увійшла до альбому HIStory: Past, Present and Future, Book I. Фільм Moonwalker став найпопулярнішим домашнім відео усіх часів.
Турне «Bad World Tour», спонсороване компанією Pepsi, розпочалося в Японії, і стало першим виступом Майкла Джексона в цій країні з 1972 року, коли він виступав разом з Jackson 5. Перші 14 концертів в Японії привернули рекордну кількість глядачів — 450 000 осіб. Джексон влаштував сім сольних концертів на стадіоні Вемблі, побивши попередні рекорди Мадонни, Брюса Спрінгстіна та Genesis. На третьому концерті 16 липня 1988 року присутні були принцеса Діана та принц Чарльз. Цей турне «Bad World Tour» довелося ввійти до Книги рекордів Гіннеса тричі протягом його тривалості. В результаті турне «Bad World Tour» приносило значні фінансові доходи, зберігши 125 мільйонів доларів. Джексон виступив на 123 концертах у 15 країнах перед 4,4 мільйонами слухачів.

## Сингли

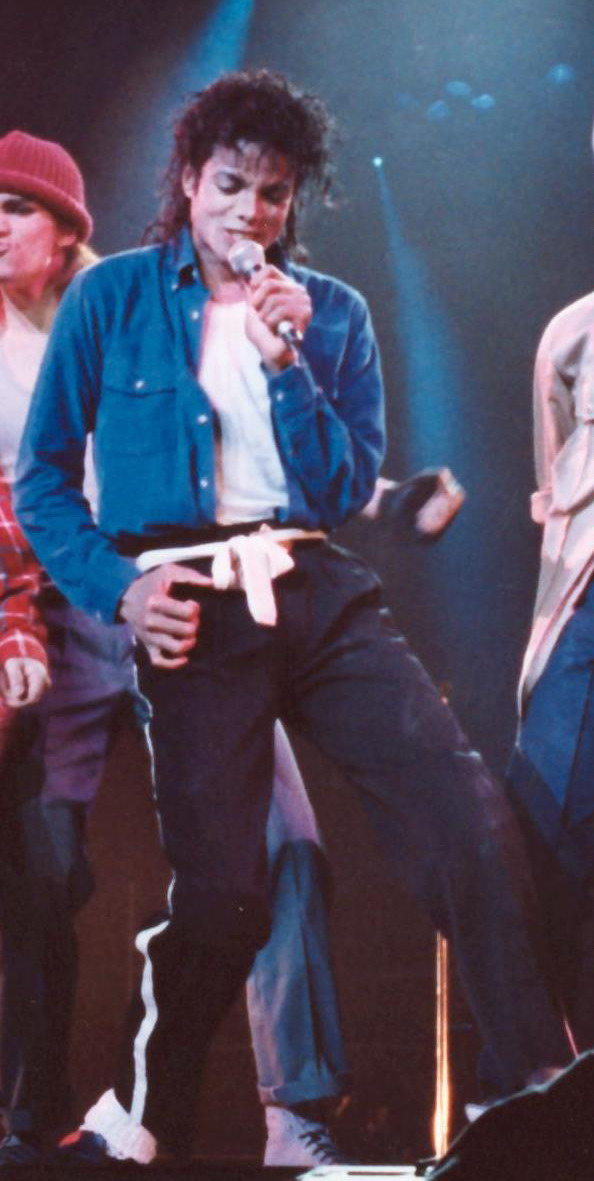
Майкл Джексон виконує «The Way You Make Me Feel» під час туру «Bad World Tour» у 1988 році

Головним синглом став дует з Siedah Garrett під назвою «I Just Can't Stop Loving You». Ця пісня досягла першого місця в Billboard Hot 100 та стала хітом в Бельгії, Канаді, Ірландії, Нідерландах, Норвегії, Іспанії, Великій Британії та Зімбабве.
Пісня «Bad» також досягла першого місця в Billboard Hot 100 та утримувалася там протягом двох тижнів. Це став восьмий сингл Джексона, який посів перше місце в хіт-параді. Крім того, вона очолила чарти Hot R&B Singles, Hot Dance Club Play та Rhythmic. Цей сингл також мав комерційний успіх міжнародно, посівши перше місце в семи інших країнах, включаючи Ірландію, Італію, Норвегію, Іспанію та Нідерланди.
Пісня «The Way You Make Me Feel» також досягла першого місця в Billboard Hot 100 і стала хітом в Ірландії та Іспанії. «Man in the Mirror» також посіла перше місце в Billboard Hot 100, а також в Канаді та Італії. Обидві пісні виконав Джексон на церемонії вручення премії Греммі 1988 року, а «Man in the Mirror» була номінована на премію «Греммі» в категорії «Запис року» на наступній церемонії у 1989 році.
«Dirty Diana» стала п'ятим синглом з альбому Bad, який посів перше місце в Billboard Hot 100. Перед початком концерту на стадіоні «Вемблі» під час туру «Bad» у 1988 році, Діана, принцеса Уельська, присутня на концерті, зізналася Джексону, що ця пісня є однією з її найулюбленіших.
Сингл «Another Part of Me» не досяг такого великого успіху, посівши 11 місце в Billboard Hot 100, але став хітом у чарті R&B синглів. Текст пісні, як і в попередніх піснях Джексона, таких як «Can You Feel It» і «We Are the World», підкреслює глобальну єдність, любов і просвітницьку діяльність.
Сингл «Smooth Criminal» посів шосте місце в топ-10 чарту Billboard Hot 100. Водночас, він очолив чарти Бельгії, Ісландії, Нідерландів та Іспанії. Хоча пісня не пробилась у Billboard Hot 100, вона вважається однією з найкращих композицій на альбомі «Bad» та одним з підписових хітів Джексона.
Сингл «Leave Me Alone», виданий поза США та Канадою, очолив ірландський хіт-парад і увійшов у топ-10 в п'яти інших країнах. Ця пісня стала відповіддю Джексона на негативні та перебільшені чутки, що часто з'являлися в таблоїдах після успіху альбому «Thriller» 1985 року. Кліп на цю пісню був нагороджений премією «Греммі» за краще музичне відео у 1990 році.
Останній сингл альбому, «Liberian Girl», не увійшов до Billboard Hot 100, але потрапив у топ-20 у різних країнах та досяг першого місця в Ірландії. Цю пісню семплювали та каверували різні виконавці, серед яких Чіко Фрімен, 2Pac та MC Lyte.
Bad став першим альбомом, у якого п'ять синглів поспіль досягли першого місця в Billboard Hot 100. 2011 року цей рекорд побив альбом Teenage Dream Кеті Перрі. Велика Британія також зробила свій внесок, де сім синглів з альбому «Bad» потрапили до першої десятки чарту, встановивши рекорд для будь-якого студійного альбому протягом останніх 20 років.

### Кавер-версія
У 1988 році «Дивний Ел» Янковик створив пісню «Fat», яка є пародією на «Bad». Ця пісня здобула престижну нагороду «Греммі» за найкраще концептуальне музичне відео на церемонії «Греммі» у 1989 році.

## Реакція критиків
Давітт Сігерсон з Rolling Stone висловив думку, що навіть без таких пісень, як «Billie Jean», альбом Bad все одно перевершує Thriller. Він вважав, що пісні, такі як «Speed Demon», «Dirty Diana» і «Liberian Girl», роблять Bad різноманітнішим, більш сексуальним і вишуканим порівняно з менш відомими піснями з Thriller. Однак, Rolling Stone зауважив, що краще розглядати Bad як самостійний альбом, а не як продовження Thriller. У своїй сучасній рецензії для The New York Times Джон Парелес назвав Bad «добре виконаним, запам'ятовуючим танцювальним записом загадкової поп-зірки». Він зазначив, що хоча ніщо на альбомі не зрівняється з «Wanna Be Startin' Somethin'», «синтезаторні аранжування» є «чіткими» і віддають «сильний удар». Відгук в USA Today від Едни Гундерсен описує цей альбом як «найбільш поліровану роботу Джексона на сьогоднішній день», зазначаючи, що вона є «розрахованою, але не стерильною».
Критик Village Voice, Роберт Крістгау, також високо оцінив альбом. Він відзначив «студійну вправність» і «ритмічну та вокальну силу» альбому, які роблять його «найсильнішим і найпослідовнішим чорним поп-альбомом останніх років». Однак, він зазначив відсутність «геніальності» на рівні пісень, таких як «Beat It» або «Billie Jean», і відмітив панорамність ліричних тем: «Він виступає проти крадіжок, швидкості та сексу (пісня „Dirty Diana“ так само місогінна, як будь-який фалоімітаційний металевий шматок, який облизує мій член), на користь гармонії та зміни світу через зміну особистості перед дзеркалом. Його ідеальний африканець приходить з Ліберії. І він твердить, що повний місяць робить його святим братом. Все це — шлак.»
Річард Харрінгтон з The Washington Post висловив думку, що, хоча альбом Bad не виправдав очікувань після «Thriller», його було б "справедливіше порівнювати з Off the Wall. Він висловив загальну думку, що Bad є «дуже хорошим альбомом», який має бездоганну продукцію і кілька блискучих вокальних виступів Джексона. Річард Кромелін з Los Angeles Times схарактеризував Bad як «досить сильне поєднання соулу і року», зазначаючи, що альбом більше нагадує рівномірну силу Off the Wall, ніж височезні вершини і долини Thriller. Він вважав, що було б розчаруванням, якби «творчий рівень» цього альбому був тим, на якому Джексон би хотів зупинитися.
У 1988 році альбом Bad був номінований на «Греммі» в категоріях «Альбом року», «Найкраще поп-вокальне виконання — чоловіче» і «Найкраще вокальне виконання — чоловіче». Він також переміг в номінації «Найкращий інженерний запис — некласика». У наступному році пісня «Man in the Mirror» отримала номінацію на «Запис року», а в 1990 році Bad переміг в категорії «Найкраще короткометражне музичне відео» за піснею «Leave Me Alone». На церемонії American Music Awards 1988 року Bad здобув нагороду в категорії «Улюблена соул/R&B пісня». На Soul Train Music Awards 1988 року альбом став переможцем в категорії «Найкращий R&B/соул-альбом — чоловічий», а сама пісня «Bad» була визнана «Найкращим R&B/соул-синглом — чоловічим». У наступному році пісня «Man in the Mirror» також здобула нагороду як «Найкращий R&B/соул-сингл — чоловічий» на цих же нагородах. На церемонії Brit Awards 1989 року «Smooth Criminal» здобув перемогу в категорії «Британське відео року». Крім того, Джексон здобув премію MTV Video Vanguard Award за свої відеокліпи, включаючи ті з альбому Bad і його попередніми роботами протягом 1980-х років.
У 2009 році видання The Daily Telegraph відзначило, що хоча Bad був світовим комерційним успіхом, він не зміг зрівнятися з успіхом Thriller, незважаючи на масштабне світове турне Джексона. Того ж року телеканал VH1 відзначив, що очікування від альбому Bad були «надзвичайно високими», особливо після оголошення про дуети з Прінцом, Вітні Хьюстон, Аретою Франклін і Барбарою Стрейзанд. VH1 вважав Bad глибоко особистим проєктом для Джексона, який дав йому більшу незалежність і дозволив відкрити нові музичні напрямки з більш жорстким звучанням і стилем.

## Спадщина та вплив

### Повторні оцінки
Згідно з Newsweek, Bad визначив звучання «поп-музики кінця 80-х» разом з альбомами Like a Prayer Мадонни (1989) та Rhythm Nation 1814 Джанет Джексон (1989). Цей альбом також став візитною карткою інновацій у музичних відео після успіху кліпів на пісні «Bad», «Smooth Criminal», «The Way You Make Me Feel» та «Leave Me Alone». В огляді для BBC Music Майк Дайвер назвав Bad історично важливим для поп-культури 1980-х: «Цей альбом був так само впливовим для поп-культури 1980-х, як Walkman, фільм Назад у майбутнє і запис „Джей-Ар“. Як і Thriller в 1982 році, Bad швидко зайняв своє місце в колекціях рок-виконавців, поп-музикантів, панків і поетів». Дайвер також назвав альбом «найкращим з найкращих [свого часу]» і «справжнім поп-шедевром». Гейл Мітчелл в статті для Billboard писала, що Bad — «один з найважливіших поп-альбомів кінця 80-х і один з найуспішніших альбомів в історії хіт-параду Billboard».
У 2009 році Джим Фарбер з Daily News написав, що Bad «впорядкував примхи» двох попередніх альбомів Джексона, створивши «найбільш плавну поп-роботу на сьогоднішній день». В статті для The Root Меттью Аллен стверджував, що Bad позначив початок трьох років «розквіту» Джексона в його вокалі, писанні пісень, продюсуванні, виконанні та відеопродукції. Він також називав альбом «на межі» трилера як за тематикою, так і за інструментальним аранжуванням. В статті для Albumism Кріс Лейсі вважав, що Bad може перевершити Off the Wall і Thriller: «Порівняння з Off the Wall і Thriller не мають значення, крім одного: Bad є чистим поп-шедевром, який стоїть поруч, а іноді й перевищує своїх класичних попередників». Лейсі також заявив, що Bad встановив «новий золотий стандарт для поп-музики та розваг». У статті з назвою Bad: Краще, ніж Thriller Енні Зальскі з журналу Salon зауважила, що Bad відрізняється від Thriller, описуючи його як набагато «м'язистіший і скульптурніший».
Джозеф Фогель також вражений альбомом, зауважуючи, що музика Джексона на Bad насичена настроєм, емоціями та фантастичними сценаріями… Кожна пісня працює як капсула мрії, запрошуючи слухача в яскравий звук, історію та простір. Він описує Bad як переконливий та фантастичний альбом, який одразу отримав визнання від критиків. За словами Джейсона Родрігеса з MTV, наступати за гарматами-близнюками, якими були Off the Wall і Thriller, було складним завданням, проте Bad 1987 року вийшов справжнім грізним альбомом за всіма показниками. Родрігес вважає, що Bad був неправедно відкинутий критиками, оскільки він не став таким комерційним блокбастером, як Thriller, і в епоху Bad вокальна гикавка та заїкання Джексона стали ключовими елементами його музики, які «підсилюють і підкреслюють емоційність його текстів». Еріка Рамірес з Billboard відзначила пісні «Another Part of Me» та «Man in the Mirror» за їхню здатність показати Джексона як турботливого гуманіста і висвітлити єдність світу.

### Відгуки 21-го століття

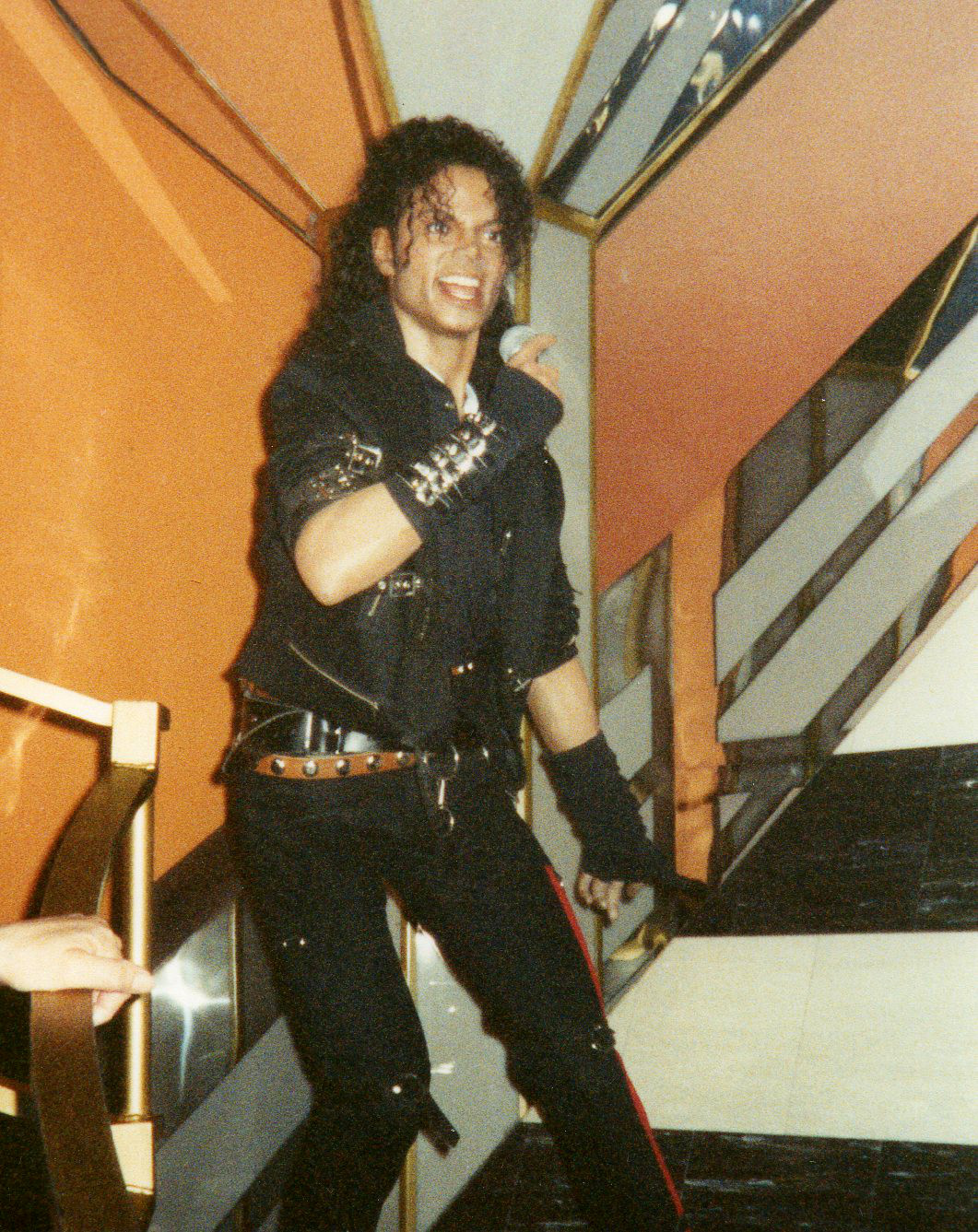
Воскова фігура Vfqrkf Джексона часів Bad в музеї мадам Тюссо

За 25 років після виходу альбому режисер Спайк Лі відзначив, що Bad звучить найсвіжіше порівняно з іншими альбомами, які лідирували в чартах Billboard 200 у 1987 році, такими як The Joshua Tree гурту U2, «Tunnel of Love» Брюса Спрінгстіна та Whitney Вітні Г'юстон. Він вказав, що Bad продовжує залишатись свіжим навіть сьогодні. Через 35 років після виходу альбому, Маркус Флоуд визнав, що Bad залишається одним з найулюбленіших альбомів Майкла Джексона серед фанатів і має великий вплив на музичний світ.
Після 30-ї річниці виходу альбому, Кендалл Фішер відзначив його вплив на сучасних виконавців, стверджуючи, що Bad має величезне значення для багатьох сучасних музикантів. Каньє Вест зазначив, що вбрання Джексона в кліпі Bad були набагато впливовішими, ніж вбрання в кліпі «Thriller». Він навіть заявив, що іноді надягається подібно до того, що мав на собі Джексон у кліпі «Bad». Репер Ludacris відзначив, що кліп Джастіна Бібера на пісню Baby мав бути «сучасною версією» кліпу «The Way You Make Me Feel». MTV також відзначив, що хореографія в цьому кліпі містила «менш провокаційні рухи», натхненні стилем Джексона.

### Рейтинги
У 2003 році альбом Bad зайняв 202 місце у списку 500 найкращих альбомів усіх часів за версією журналу Rolling Stone. У поновленому списку 2012 року він зайняв 203 місце, а у списку 2020 року — 194 місце. Згідно зі списком 500 найкращих альбомів усіх часів за версією NME, Bad посів 204 місце. Він також увійшов до книги «1001 альбом, які ви повинні почути перед смертю». 2009 року VH1 включив Bad до списку 100 найкращих альбомів усіх часів покоління MTV, посівши його на 43 місці. 2012 року журнал Slant Magazine розмістив альбом на 48 місці у списку 100 найкращих альбомів 1980-х років. Згідно з Billboard, Bad зайняв 138 місце у списку найкращих альбомів усіх часів за показниками Billboard 200. Він також зайняв 30 місце у списку найкращих R&B/хіп-хоп альбомів усіх часів за версією журналу Billboard, серед 100 альбомів. Критики журналу Billboard визнали його 41-м найкращим альбомом серед 92 діамантових альбомів.

### Нагороди
| Організація           | Країна         | Нагорода | Рік     | Прим.         |
| --------------------- | -------------- | --- | ------- | ------------- |
| Grammy Awards         | США            | Найкращий інженерний запис — некласика для Bruce Swedien (1988) та найкраще музичне відео для «Leave Me Alone» (1990) | 1988/90 | [ 73 ] [ 56 ] |
| American Music Awards | США            | Улюблена R&B пісня для Bad                                                                                            | 1988    | [ 74 ]        |
| Billboard             | США            | Spotlight Award | 1988    |               |
| Quintessence Editions | Великобританія | 1001 альбом, який ви повинні почути перед смертю                                                                      | 2003    | [ 75 ]        |
| VH1                   | США            | 100 найкращих альбомів усіх часів покоління MTV (43 місце)                                                            | 2009    | [ 70 ]        |
| NME                   | Великобританія | 500 найкращих альбомів усіх часів і народів (204 місце)                                                               | 2013    | [ 76 ]        |
| Billboard             | США            | Найкращий альбом усіх часів у чарті Billboard 200 (138 місце)                                                         | 2015    | [ 77 ]        |
| Rolling Stone         | США            | 500 найкращих альбомів усіх часів (194 місце)                                                                         | 2020    | [ 78 ]        |

## Bad 25
3 травня 2012 року було оголошено, що спадщина Майкла Джексона та лейбл Epic Records планують випустити спеціальний 25-й ювілейний альбом Bad. Цей альбом отримав назву Bad 25 і був запланований на випуск 18 вересня 2012 року. Випуск цього ювілейного альбому призвів до припинення видання спеціальної версії, що вийшла 2001 року.

## Композиції
Усі треки альбому виробив продюсер Квінсі Джонс, Майкл Джексон став співпродюсером.
| #   | Назва                                                    | Автор                       | Тривалість |
| --- | -------------------------------------------------------- | --------------------------- | ---------- |
| 1.  | «Bad»                                                    | Майкл Джексон               | 4:07       |
| 2.  | «The Way You Make Me Feel»                               | Майкл Джексон               | 4:57       |
| 3.  | «Speed Demon»                                            | Майкл Джексон               | 4:01       |
| 4.  | «Liberian Girl»                                          | Майкл Джексон               | 3:53       |
| 5.  | «Just Good Friends» (разом з Стіві Вандером)             | Террі Брайтен, Грем Лайл    | 4:06       |
| 6.  | «Another Part of Me»                                     | Майкл Джексон               | 3:54       |
| 7.  | «Man in the Mirror»                                      | Глен Баллард, Сьєда Ґарретт | 5:20       |
| 8.  | «I Just Can't Stop Loving You» (разом зі Сьєдою Ґарретт) | Майкл Джексон               | 4:11       |
| 9.  | «Dirty Diana»                                            | Майкл Джексон               | 4:41       |
| 10. | «Smooth Criminal»                                        | Майкл Джексон               | 4:17       |
| 11. | «Leave Me Alone»                                         | Майкл Джексон               | 4:40       |

## Учасники запису
Склад гурту, як зазначено в анотації до альбому:
- Вокал і бек-вокал: Майкл Джексон
- Фоновий вокал: Сієда Гарретт (треки 7-8), The Winans (7) та The Andraé Crouch Choir (7)
- Бас-гітара: Натан Іст (трек 8)
- Орган Hammond: Джиммі Сміт (трек 1)
- Барабани: Джон Робінсон (треки 1-4, 9-10), Міко Брандо (3), Оллі Е. Браун (3, 5), Леон «Ндугу» Чанклер (8), Білл Ботрелл (10), Брюс Швед (5, 10), Умберто Гатіка (5)
- Програмування: Дуглас Гечал (треки 1-4, 9), Корнеліус Мімс (5), Ларрі Вільямс (11)
- Гітара: Девід Вільямс (треки 1-3, 6, 9-10), Білл Ботрелл (3), Ерік Гейл (2), Денні Халл, Стів Стівенс (соло, 9), Денн Хафф (7-8), Майкл Ландау (5), Пол Джексон-молодший (6, 9, 11)
- Труба: Гері Грант, Джеррі Хей (треки 1-3, 5-6, 10)
- Звукорежисери: Кен Кайлат і Том Джонс
- Перкусія: Пауліньо да Коста (треки 1-5, 8), Оллі Е. Браун (2, 7)
- Клавішні: Стефан Стефанович, Грег Філлінгейнс (трек 7)
- Саксофон: Кім Хатчкрофт (треки 1-3, 5-6, 10), Ларрі Вільямс (1-2, 5-6, 10)
- Синклер (треки 1-6, 8-10), цифрова гітара (1), клацання пальцями (2), звукові ефекти (3): Крістофер Керрелл
- Синтезатор: Джон Барнс (треки 1-4, 6, 9-10), Майкл Боддікер (1-5, 9-10), Грег Філлінгейнс (1-3, 5, 8, 11, соло-1), Ретт Лоуренс (5-6), Девід Пайч (4, 8), Ларрі Вільямс (4-5, 11), Глен Баллард (7), Ренді Кербер (7), Ренді Вальдман (9)
- Фортепіано: Джон Барнс (трек 8), Кевін Малоні (10)
- Ритм аранжування: Майкл Джексон (треки 1-4, 6, 9-11), Квінсі Джонс (1, 3-5, 7-8), Крістофер Керрелл (1), Джон Барнс (4, 6, 9-10), Грем Лайл (5), Террі Бріттен (5), Глен Баллард (7), Джеррі Гей (9)
- Аранжування для валторни: Джеррі Хей (треки 1-3, 5-6, 10)
- Програмування: Ларрі Вільямс (трек 2), Ерік Персінг (3), Стів Поркаро (4, 8), Кейсі Янг (11)
- Міді-саксофон: Ларрі Вільямс (трек 3)

## Чарти
| Чарти (1987—2022)                                  | Пікова позиція |
| -------------------------------------------------- | -------------- |
| Аргентина (CAPIF)                                  | 2              |
| Австралія (Kent Music Report)                      | 2              |
| Австрія (Ö3 Austria)                               | 1              |
| Бельгія (Ultratop Flanders)                        | 54             |
| Бельгія (Ultratop Wallonia)                        | 146            |
| Бразилія (ABPD)                                    | 3              |
| Канада (RPM)                                       | 1              |
| Чехія (ČNS IFPI)                                   | 3              |
| Данія (Hitlisten)                                  | 36             |
| Нідерланди (Album Top 100)                         | 1              |
| Фінляндія (Suomen virallinen albumilista)          | 1              |
| Франція (IFOP)                                     | 1              |
| Німеччина (Offizielle Top 100)                     | 1              |
| Греція (IFPI)                                      | 2              |
| Італія (Musica e Dischi)                           | 1              |
| Японія (Oricon)                                    | 1              |
| Мексика (Top 100 Mexico)                           | 13             |
| Нова Зеландія (RMNZ)                               | 1              |
| Норвегія (VG-lista)                                | 1              |
| Польща (ZPAV)                                      | 4              |
| Португалія (AFP)                                   | 22             |
| Іспанія (AFYVE)                                    | 1              |
| Швеція (Sverigetopplistan)                         | 1              |
| Швейцарія (Schweizer Hitparade)                    | 1              |
| Великобританія (OCC)                               | 1              |
| США Billboard 200                                  | 1              |
| США найкращі R&B/блек-альбоми за версією Billboard | 1              |

| Чарти                             | Позиція |
| --------------------------------- | ------- |
| Австрія (Ö3 Austria)              | 17      |
| Канада (RPM)                      | 14      |
| Європа (European Top 100 Albums)  | 1       |
| Франція (IFOP)                    | 1       |
| Німеччина (Offizielle Top 100)    | 1       |
| Японія (Oricon)                   | 5       |
| Нова Зеландія (Recorded Music NZ) | 14      |
| Швейцарія (Schweizer Hitparade)   | 5       |
| Великобританія (OCC)              | 1       |
| США Cash Box                      | 1       |

| Чарти                                              | Позиція |
| -------------------------------------------------- | ------- |
| Австралія (ARIA)                                   | 43      |
| Австрія (Ö3 Austria)                               | 2       |
| Європа (European Top 100 Albums)                   | 1       |
| Німеччина (Offizielle Top 100)                     | 3       |
| Швейцарія (Schweizer Hitparade)                    | 4       |
| Великобританія (OCC)                               | 3       |
| США Billboard 200                                  | 5       |
| США найкращі R&B/блек-альбоми за версією Billboard | 2       |
| США Cash Box                                       | 6       |

| Чарти                       | Позиція |
| --------------------------- | ------- |
| Бельгія (Ultratop Flanders) | 148     |

| Чарти (1980-9189)           | Позиція |
| --------------------------- | ------- |
| Австрія (Ö3 Austria Top 40) | 4       |
| Великобританія (OCC)        | 2       |

## Сертифікація та продажі
| Регіон                              | Сертифікація   | Продажі    |
| ----------------------------------- | -------------- | ---------- |
| Австралія(ARIA)                     | 6× Платина     | 420,000    |
| Австрія (IFPI)                      | 4× Платина     | 200,000    |
| Бразилія                            | —              | 1,000,000  |
| Канада (Music Canada)               | 7× Платина     | 700,000    |
| Данія (IFPI Danmark)                | 4× Платина     | 80,000     |
| Фінляндія (Musiikkituottajat)       | Золотий        | 51,287     |
| Франція (SNEP)                      | Діамантовий    | 1,400,000  |
| Німеччина (BVMI)                    | 4× Платина     | 2,000,000  |
| Гонконг (IFPI Hong Kong)            | Платина        | 20,000     |
| Індія                               | —              | 200,000    |
| Ірландія                            | —              | 120,000    |
| Ізраїль                             | Золотий        | 20,000     |
| Італія (продажі станом на 1995 рік) | —              | 1,000,000  |
| Італія (FIMI) (продажі з 2009 року) | 2× Платина     | 100,000    |
| Японія (оригінальний тираж)         | —              | 600,000    |
| Японія (RIAJ) (1991 рік випуску)    | Золотий        | 100,000    |
| Мексика (AMPROFON)                  | Платина+Золото | 350,000    |
| Нідерланди (NVPI)                   | Платина        | 500,000    |
| Нова Зеландія (RMNZ)                | 9× Платина     | 135,000    |
| Норвегія (IFPI Norway)              | Платина        | 100,000    |
| Португалія (AFP)                    | Платина        | 40,000     |
| Сінгапур (продажі 1987 року)        | —              | 30,000     |
| Сінгапур (RIAS)                     | Золото         | 5,000      |
| Іспанія (PROMUSICAE)                | 3× Платина     | 300,000    |
| Швеція (GLF)                        | 2× Платина     | 200,000    |
| Швейцарія (IFPI Switzerland)        | 2× Платина     | 100,000    |
| Велика Британія (BPI)               | 14× Платина    | 4,200,000  |
| США (RIAA)                          | 11× Платина    | 11,000,000 |

| Регіон                              | Сертифікація | Продажі    |
| ----------------------------------- | ------------ | ---------- |
| Європа (продажі 1987 року)          | —            | 6,700,000  |
| Європа (IFPI) (продажі у 2009 році) | Платина      | 1,000,000  |
| По всьому світу                     | —            | 35,000,000 |